# 4306 Dunaevskij
A 4306 Dunaevskij (ideiglenes jelöléssel 1976 SZ5) a Naprendszer kisbolygóövében található aszteroida. Nyikolaj Sztyepanovics Csernih fedezte fel 1976. szeptember 24-én.